# Taira no Tomomori
Taira no Tomomori (平知盛, , 1152-1185) foi o quarto filho de Taira no Kiyomori, e um dos comandantes do Clã Taira durante as Guerras Genpei no final do Período Heian da História do Japão .

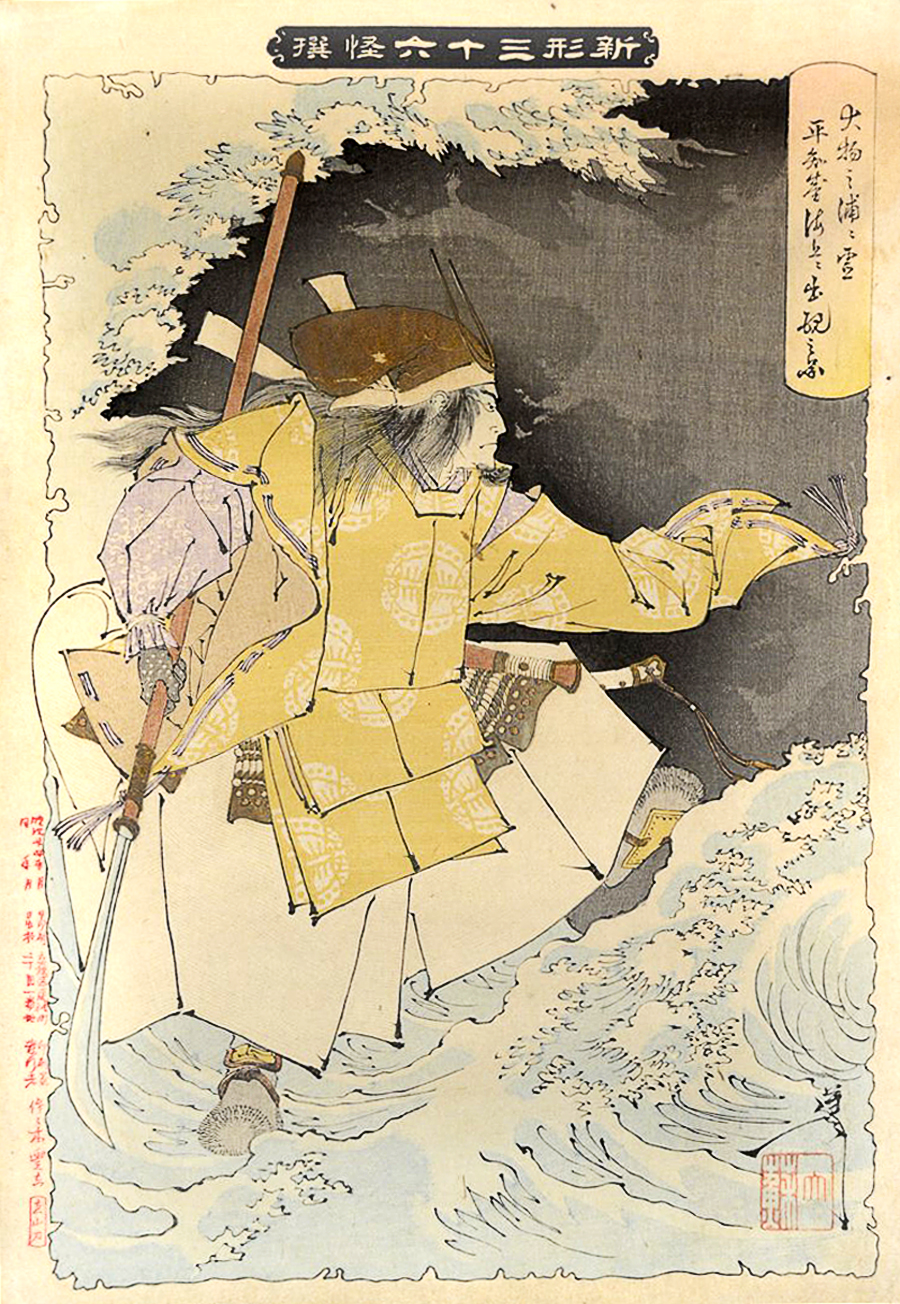
O Fantasma de Taira no Tomomori na baia de Daimotsu.

Tomomori venceu a Batalha de Uji, em 1180, e também, a Batalha de Sunomatagawa em 1181, quando, depois de obrigar as forças do Clã Minamoto a se retirarem , Tomomori na Batalha de Yahagigawa foi acometido por uma febre , terminando com a perseguição.
Tomomori voltou a  vencer os Minamoto na Batalha Naval de Mizushima dois anos mais tarde. As forças do Clã Taira ataram com cordas seus barcos, com a finalidade de criar uma maior superfície estável para disparar flechas de fogo e para o combate corpo a corpo. Na Batalha de Dan no Ura, quando os Taira foronam derrotados decisivamente por seus rivais, Tomomori se uniu a muitos de seus companheiros de clã se jogando ao mar e cometendo suicídio .
A história de Tomomori se tornou um tema popular nas peças kabuki como em Funa Benkei .